# Хенри Клинтон (1730—1795)
Сер Хенри Клинтон (енгл. Henry Clinton; 16. април 1730 — Лондон, 23. децембар 1795) је био генерал британске војске и политичар, најпознатији по својој служби као генерал током Америчког рата за независност. У Бостон је први пут стигао у мају 1775. Од 1778. до 1782. био је врховни британски командант у Северној Америци. Поред војне службе, због утицаја 2. војводе од Њукасла, био је члан парламента више година. Крајем живота био је именован за гувернера Гибралтара, али је умро пре него што је преузео функцију.
Клинтон потиче из племићке породице чија се линија може пратити до 1066. и која има другу традицију служења Круни. Хенри Клинтон је био син адмирала флоте Џорџа Клинтона и отац два сина који су наставили породичну традицију: генерала Вилијама Хенрија Клинтона (1769—1846), и генерал-пуковника сер Хенрија Клинтона.